# 佳能 EF 24-105mm 鏡頭
佳能 EF 24-105mm 鏡頭是一系列由佳能公司生產的標準變焦鏡頭，一共有下列幾種型號，屬於佳能EF接環鏡頭，為佳能L鏡頭。
- EF 24-105mm f/4L IS USM (已停產)
- EF 24-105mm f/4L IS II USM
- EF 24−105mm f/3.5-5.6 IS STM (已停產)

鏡頭标有“USM”意即含有超声波马达。為标有“IS”（全称“Image stabilization”）的镜头，具有光学防抖特性。
當24-105mm鏡頭用於佳能數碼EOS系列的APS-C幅面機身（如佳能 EOS 550D）時，24-105mm的視角會變窄，其等效於全幅機身上的38.4-168mm視角（乘以系數1.6）。當用於APS-H幅面機身（如佳能 EOS-1D Mark IV）時，其等效於全幅機身的31.2-136.5mm視角（乘以系數1.3）。

## 關連項目
- 佳能 EF 24-70mm 鏡頭

## 外部連結
- canon.com: Canon EF 24-105mm f/4L IS USM （页面存档备份，存于）